# Albert Wass
Dans le nom hongrois Wass Albert, le nom de famille précède le prénom, mais cet article utilise l’ordre habituel en français Albert Wass, où le prénom précède le nom.
Albert Wass, comte de Szentegyed et de Czege  (hongrois : szentegyedi és czegei gróf Wass Albert, prononcé [ˈsɛntɛɟɛdi ˈeːʃ ˈtsɛgɛi ˈgɾoːf ˈvɒʃ ˈɒlbɛɾt]), né le 8 janvier 1908 à Válaszút et décédé le 17 février 1998 à Astor, est un écrivain et poète hongrois. Il est considéré de manière posthume comme un des grands auteurs hongrois de Transylvanie et un représentant éminent de la littérature conservatrice, avec la magyarité (magyarság) comme thème de prédilection. Il a été condamné à mort par contumace par les autorités roumaines pour son implication dans les massacres de populations civiles roumaines juives de Transylvanie durant la seconde guerre mondiale.

## Biographie
Membre de la famille Wass, Albert est le fils du comte Endre Wass (1886-1975), capitaine de hussards et agronome, et de la baronne Ilona Bánffy.

## Œuvres

### Nouvelles et publications
- Farkasverem (Piège à loup), 1934
- Csaba, 1940
- Mire a fák megnőnek (Au moment où les arbres poussent), 1940
- Jönnek! (Ils arrivent!), 1940
- A kastély árnyékában (Dans l'ombre du château), 1943
- Egyedül a világ ellen (Seul contre le monde), 1943
- Vérben és viharban (Dans le sang et la tempête), 1943
- Tavaszi szél és más színművek (Brise printanière et autres pièces), 1944
- Valaki tévedett (Quelqu'un a fait une erreur) (histoires courtes short de 1945-1949), 1945
- A költő és a macska  (Le Poète et le Chat) (histoires courtes), 1945
- A rézkígyó (Le serpent de cuivre), 1947
- Adjátok vissza a hegyeimet! (Redonnez moi mes montagnes!), 1949
- Ember az országút szélén (L'homme du côté de la route), 1951
- Elvész a nyom (Les périls du sentier), 1952
- Tizenhárom almafa (Treize Pommiers), 1953
- Az Antikrisztus és a pásztorok (L'Antichrist et les Bergers), 1958
- A funtineli boszorkány (La Sorcière de Funtinel), 1959
- Átoksori kísértetek (Les Fantômes pourpres de la Damnation ), 1964
- Elvásik a veres csillag (Les Déclins de l'Etoile Rouge), 1965
- Magukrahagyottak (Les délaissés sont les braves), 1967
- Kard és kasza (Épée et Scythe), 1974
- Halálos köd Holtember partján, 1978
- Hagyaték (Héritage), 1985
- Te és a világ (You and the World) (histoires courtes), 1989
- Igazságot Erdélynek! (Justice pour la Transylvanie)
- Józan magyar szemmel I-II. (À travers l'œil d'un hongrois sobre)
- Karácsonyi üzenetek – A temető megindul (Messages de Noël - le cimetière commence à bouger)
- Magyar pólus (Le Pôle Hongrois)
- Népirtás Erdélyben (Génocide en Transylvanie)
- Hűség bilincsében (Dans les chaînes de la Fidélité)
- Hanky tanár úr (Professeur Hanky)
- Se szentek, se hősök (Ni Saints ni Héros)
- A szikla alatti férfi (L'homme sous la falaise)
- A sólyom hangja (La Voix du Faucon)
- Csillag az éjszakában (Etoile dans la Nuit)
- Black Hammock
- Magyar Számadás (Comptes Hongrois)
- Nem nyugaton kel fel a nap (Le Soleil ne se lève pas dans l'ouest)
- Voltam (J'étais/J'ai/J'ai été)

### Poèmes, fables et récits
- 1927 Virágtemetés (Fleurs funéraires) (poème)
- 1943 Tavak könyve (Livre des Lacs) (fable)
- 1947 Erdők könyve (Livre des Forêts) (fable)
- 1947 A láthatatlan lobogó (Le Drapeau Invisible) (poème)
- 1970 Valaki tévedett (Quelqu'un a fait une erreur) (récits)
- 1972 Válogatott magyar mondák és népmesék (Légendes et contes populaires hongrois)
- 1978 A költő és a macska (Le Poète et le Chat) (récit)

## Distinctions
- Prix Baumgarten (en) (1934, 1940)
- Épée commémorative Balint Balassi (en) (1998)
- Prix Alternatif Kossuth (hu) (à titre posthume, 2003)
- Chevalier à titre posthume de l'Ordre de Vitéz (2007)

## Galerie

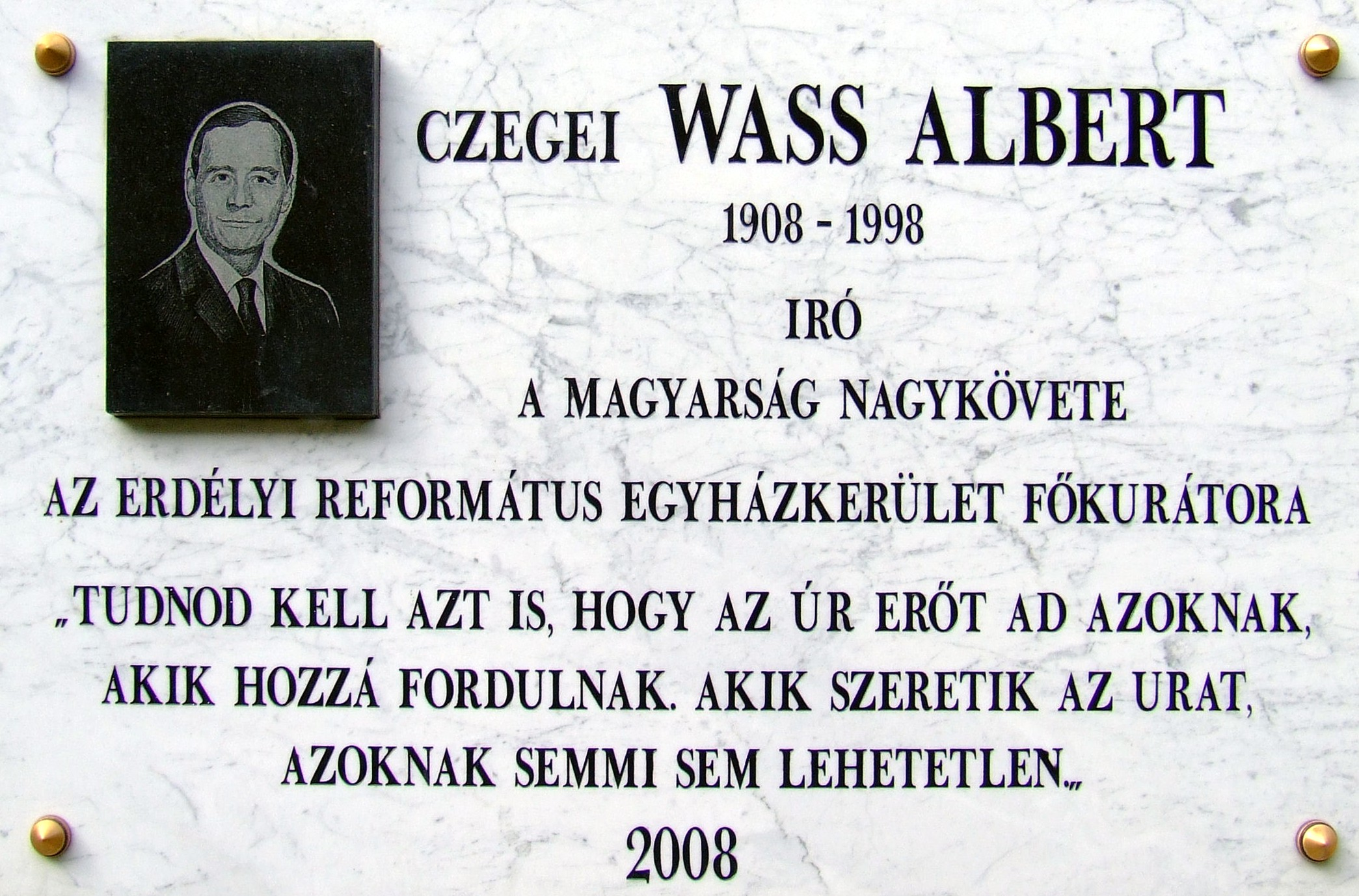
Plaque commémorative
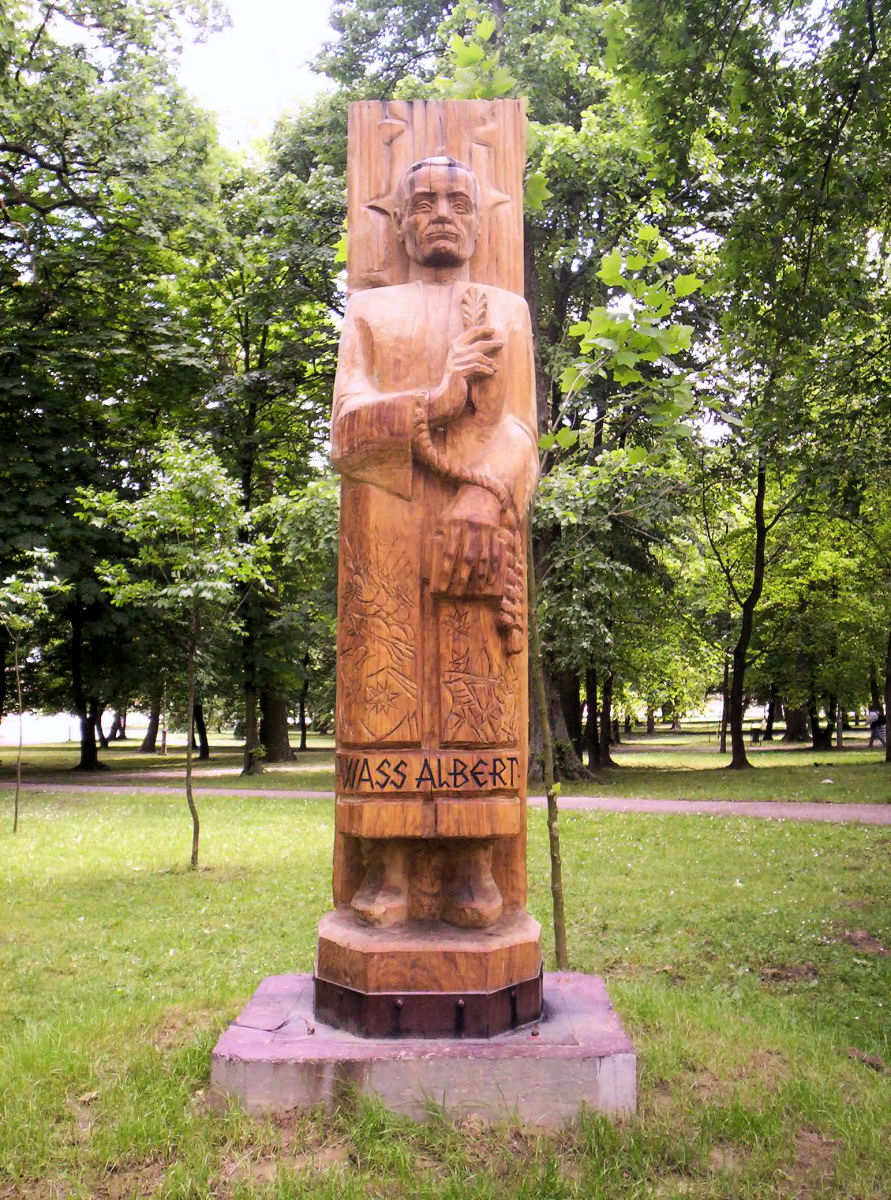
Sculpture sur bois d'Albert Wass par Ádám et Zsombor Baróthi, Harkány, 2005
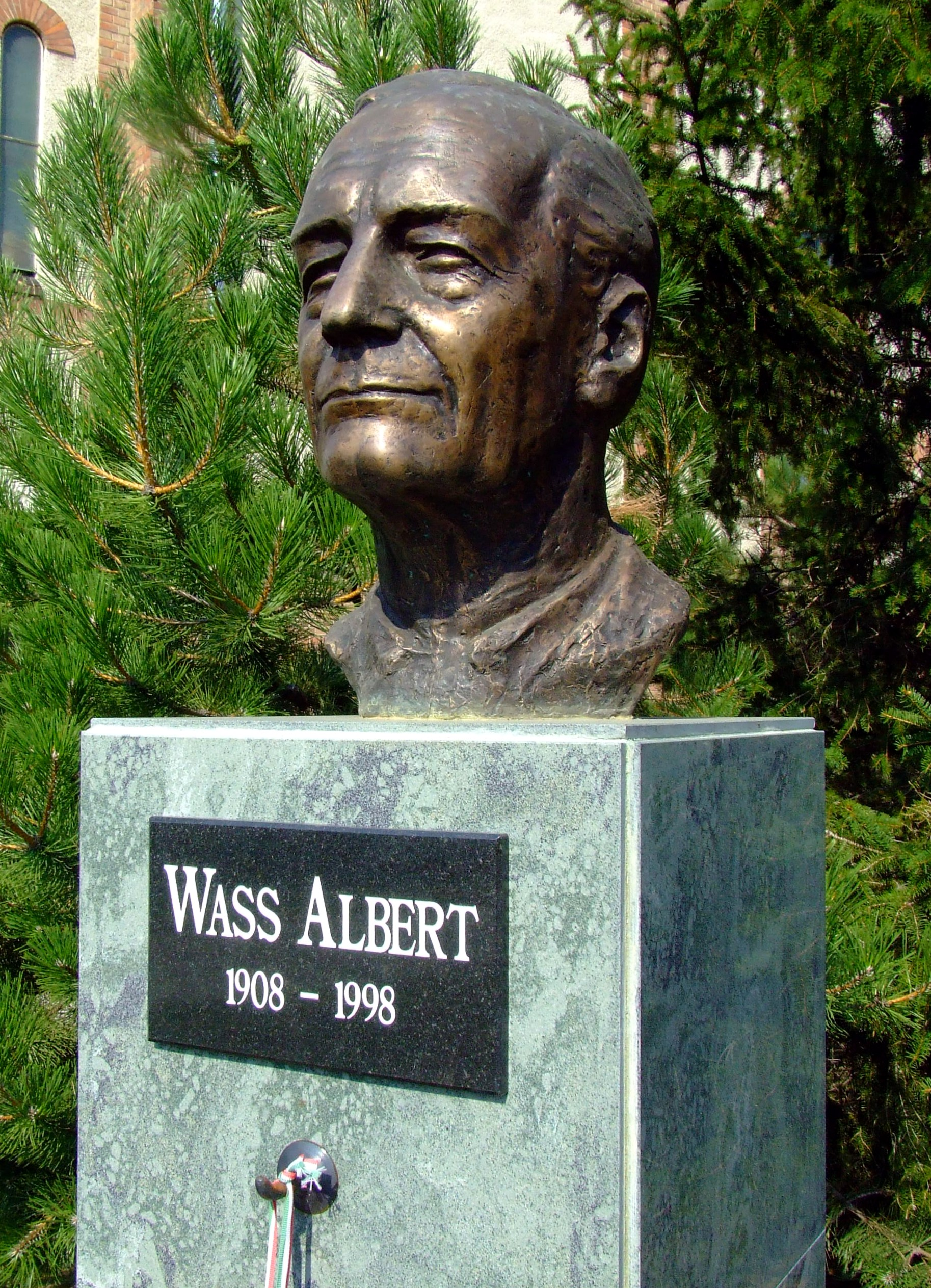
Bronze, par István Harmath, Baja, 2005
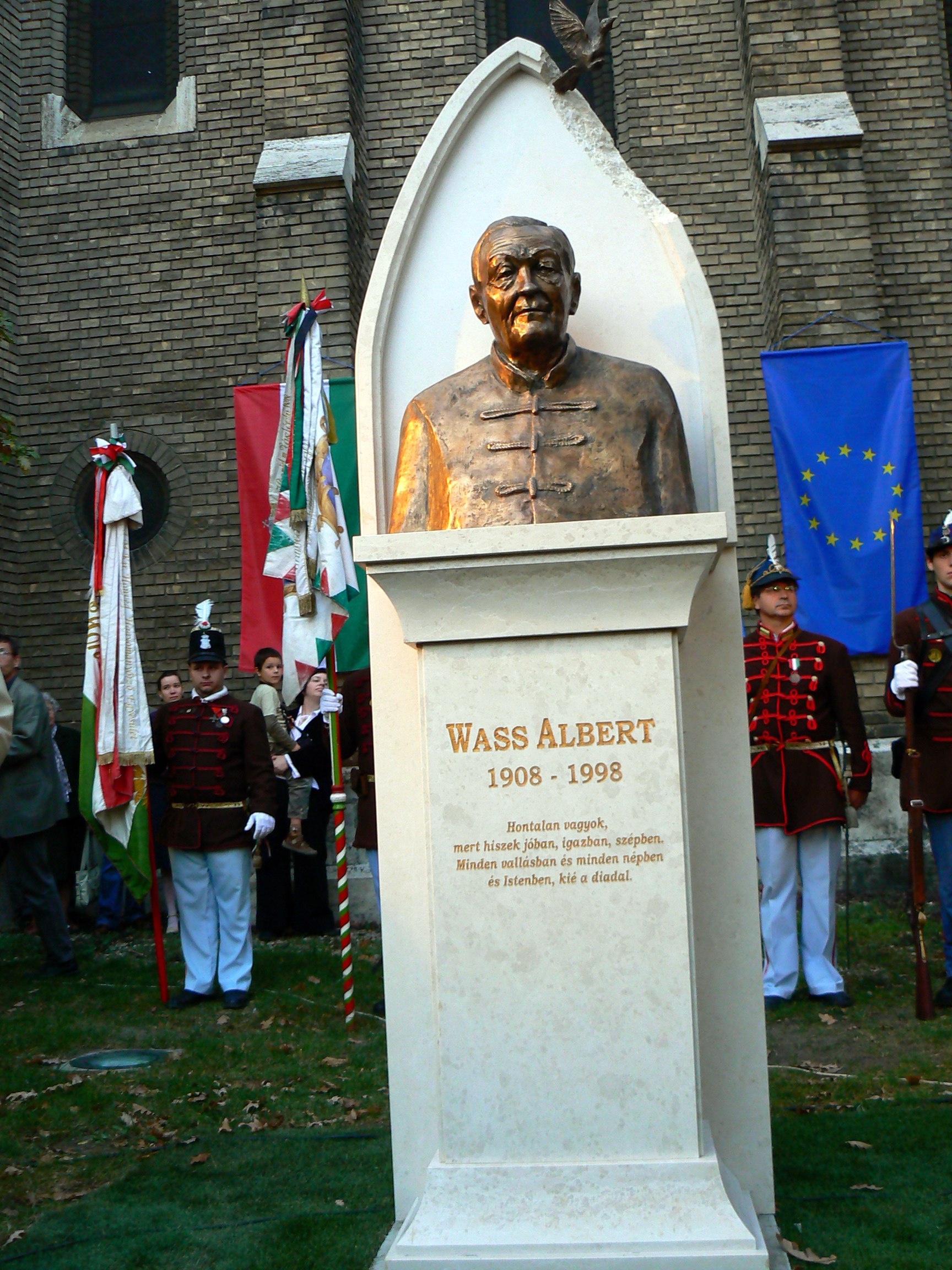
Bronze, par Klára Tóbiás, Szeged, 2008